# Losgna madagascariensis
Losgna madagascariensis är en stekelart som beskrevs av Heinrich 1938. Losgna madagascariensis ingår i släktet Losgna och familjen brokparasitsteklar. Inga underarter finns listade i Catalogue of Life.